# Razor-qt
Razor-qt是一款在X Window系統底下的輕量級的開放原始碼桌面環境，Razor-qt和KDE一樣使用Qt及C++撰寫，但不同之處在於Razor-qt在老舊及低階電腦下仍挪有相當的流暢度且其所需的資源相較於KDE少上許多。Razor-qt為Qt Desktop的成員之一，其原始碼是基於Antico桌面環境改寫的。

## 特色
儘管是剛起步的計畫，挪有的夠多的基本功能。經過開發者的努力，這款桌面環境現況如下：
- 整個Razor-qt包含面板（Panel）、會話（Session）、桌面（Desktop）、設定中心（Settings Center）、電源管理（Power Management）、程式切換（Appliation Switcher）、快速執行（Runner）、LightDM的登入界面（LightDM Greeter）以及OSD通知攔（Notification）
- 支援桌面小工具（時鐘、筆記、檔案管理及範例程式）
- 支援主題（包含Razor-qt的API以及Qt原生的主題）
- 會話支援XDG自動啟動及XDG選單
- 和另一款輕量級桌面環境LXDE一樣大多數的套件可以被排除並以其他第三方的軟體取代。[2]
- 並無綁定視窗管理員，使用者可以依自己的喜好挑選。官方建議使用Openbox。[3]大多數的視窗管理員應該都可以正常運作，目前已知可行的如下：
  - Openbox
  - fvwm2
  - Compiz
  - Window Maker
  - IceWM
  - Enlightenment DR16
  - KWin

記憶體使用量方面Razor-qt只稍稍多過LXDE（目前最輕巧的桌面環境），在測試中Razor-qt使用了114MB而LXDE用了108MB。

## 并入LXDE
2013年初，LXDE开发者洪任諭将PCManFM移植到Qt，随后他同其他开发者讨论协作事宜，意图与其他有着类似软件设计目标的开源桌面环境协作。
2013年7月21日，Razor-qt的一个代表宣告，Razor-qt将并入LXDE的一部分——LXDE-Qt。首个释出版本LXQt v0.7.0于2014年5月7日释出。

## 外部連結
- 官方网站
- Razor-qt on Github（页面存档备份，存于）